# Paulina Krumbiegel
Paulina Krumbiegel (Mannheim, 27 oktober 2000) is een voetbalspeelster uit Duitsland. Ze speelt als middenvelder voor Juventus FC in de Serie A.

## Clubcarrière
Krumbiegel begon op zesjarige leeftijd met voetballen bij de lokale amateurclub TV Kindenheim. In 2010 kwam ze uit voor SC Siegelbach, waarmee ze de District Cup won.
Op elfjarige leeftijd voegde Krumbiegel zich bij TSG 1899 Hoffenheim. Ze kwam in eerste instantie uit in de onder 15 en onder 17 teams. In 2016 debuteerde ze voor Hoffenheim II in de Tweede Bundesliga. In deze competitie kwam ze tot 65 competitiewedstrijden, waarin ze tien keer tot scoren kwam. Ook kwam ze in tien DFB Pokalwedstrijden in actie. In augustus 2013 scheurde Krumbiegel haar voorste kruisband tijdens de training.
In mei 2024 tekende Krumbiegel een contract bij het Italiaanse Juventus FC tot medio 2026. Ze was de eerste Duitse die voor de vrouwenafdeling van Juventus speelde.

## Statistieken
| Seizoen | Club                   | Land      | Competitie | Wedstrijden | Doelpunten |
| ------- | ---------------------- | --------- | ---------- | ----------- | ---------- |
| 2016/17 | TSG 1899 Hoffenheim II | Duitsland | Bundesliga | 12          | 0          |
| 2017/18 | TSG 1899 Hoffenheim II | Duitsland | Bundesliga | 22          | 6          |
| 2018/19 | TSG 1899 Hoffenheim II | Duitsland | Bundesliga | 20          | 4          |
| 2019/20 | TSG 1899 Hoffenheim II | Duitsland | Bundesliga | 5           | 3          |
| 2019/20 | TSG 1899 Hoffenheim    | Duitsland | Bundesliga | 7           | 1          |
| 2020/21 | TSG 1899 Hoffenheim    | Duitsland | Bundesliga | 20          | 2          |
| 2021/22 | TSG 1899 Hoffenheim    | Duitsland | Bundesliga | 0           | 0          |
| 2022/23 | TSG 1899 Hoffenheim    | Duitsland | Bundesliga | 20          | 4          |
| 2023/24 | TSG 1899 Hoffenheim    | Duitsland | Bundesliga | 19          | 3          |
| 2024/25 | Juventus FC            | Italië    | Serie A    | 20          | 3          |
| Totaal  | Totaal                 | Totaal    | Totaal     | 145         | 26         |

Laatste update: 9 april 2025

## Interlandcarrière
Krumbiegel werd in september 2020 voor het eerst opgeroepen voor het Duitse nationale team. Ze werd samen met Sandra Starke opgeroepen ter vervanging van Linda Dallmann en Kristin Demann die moesten afzeggen vanwege blessureleed. Ze maakte haar debuut in een 3-0 overwinning op Montenegro tijdens de EK 2021 kwalificatiereeks. In haar debuutwedstrijd gaf ze gelijk twee assists. Twee maanden later maakte ze haar eerste interlanddoelpunt in een wedstrijd tegen Griekenland. In 2022 was ze onderdeel van de Duitse selectie dat de finale van het EK 2022 waarop Duitsland de finale wist te halen. Deze ging verloren tegen gastland Engeland.